# Maslove, Berezivka
Maslove (în ucraineană Маслове) este un sat în comuna Ivanivka din raionul Berezivka, regiunea Odesa, Ucraina.

## Demografie
Componența lingvistică a localității Maslove
     Ucraineană (79,17%)
     Română (12,5%)
     Bulgară (2,08%)
     Rusă (2,08%)
Conform recensământului din 2001, majoritatea populației localității Maslove era vorbitoare de ucraineană (79,17%), existând în minoritate și vorbitori de română (12,5%), găgăuză (4,17%), rusă (2,08%) și bulgară (2,08%).